# 2019 en jeu vidéo
| Années du jeu vidéo : 2016 - 2017 - 2018 - 2019 - 2020 - 2021 - 2022    |
| Décennies du jeu vidéo : 1980 - 1990 - 2000 - 2010 - 2020 - 2030 - 2040 |

Cet article présente les faits marquants de l'année 2019 concernant le jeu vidéo.

## Événements
- 1er mars : Arrêt de production de la PlayStation Vita au Japon[1].
- 19 mars : Google dévoile Stadia, une plate-forme de jeux vidéo à la demande[2].
- 19 août : Insomniac Games est racheté par Sony[3].

### Salons et manifestations
- 22 au 24 mars : Japan Expo Sud à Marseille
- mai : DreamHack à Tours, Stunfest à Rennes
- 11 au 13 juin : Electronic Entertainment Expo 2019 à Los Angeles
- 21 au 24 août : Gamescom à Cologne
- septembre : Tokyo Game Show à Tokyo
- 30 octobre au 3 novembre : Paris Games Week à Paris

## Jeux notables
Les jeux suivants sont prévus pour une sortie en 2019 :
- Ace Combat 7: Skies Unknown (PC, PS4, Xbox One)
- Anno 1800 (PC)
- Anthem (PC, PS4, Xbox One)
- Assassin's Creed III Remastered (PC, PS4, Xbox One, Switch)
- Astral Chain (Switch)
- A Plague Tale: Innocence (PC, PS4, Xbox One)
- Blair Witch (PC, Xbox One)
- Borderlands 3 (PC, PS4, Xbox One)
- Cadence of Hyrule (Switch)
- Code Vein (PC, PS4, Xbox One)
- Control (PC, PS4, Xbox One)
- Crackdown 3 (PC, Xbox One)
- Days Gone (PS4)
- Dead or Alive 6 (PC, PS4, Xbox One)
- Dr. Mario World (Android, iOS)
- Death Stranding (PS4)
- Devil May Cry 5 (PC, PS4, Xbox One)
- Disco Elysium (PC, PS4, Xbox One, PS5, Xbox Series)
- Digimon Survive (PC, PS4, Xbox One, Switch)
- Dragon Quest XI S  (Switch)
- Far Cry: New Dawn (PC, PS4, Xbox One)
- Fire Emblem: Three Houses (Switch)
- Forager (PC, PS4, Xbox One)
- Gears 5 (PC, Xbox One)
- Ghost Recon Breakpoint (PC, PS4, Xbox One, Stadia)
- Imperator: Rome (PC)
- Jump Force (PC, PS4, Xbox One)
- Kingdom Hearts III (PS4, Xbox One)
- Left Alive (PC, PS4)
- Luigi's Mansion 3 (Switch)
- Mario et Luigi : Voyage au centre de Bowser + L'épopée de Bowser Jr (Nintendo 3DS)
- Man of Medan (PC, PS4, Xbox One)
- Mario Kart Tour (Android, iOS)
- Mario et Sonic aux Jeux olympiques de Tokyo 2020 (Nintendo Switch)
- MediEvil (PS4)
- Metro Exodus (PC, PS4, Xbox One)
- Need for Speed Heat (PC, PS4, Xbox One)
- New Super Mario Bros. U Deluxe (Nintendo Switch)
- One Piece: World Seeker (PC, PS4, Xbox One)
- Outer Wilds (PC, PS4, Nintendo Switch, Xbox One)
- Planet Zoo (PC)
- Pokémon Épée et Bouclier (Switch)
- Rage 2 (PC, PS4, Xbox One)
- Resident Evil 2 Remake (PC, PS4, Xbox One)
- Sekiro: Shadows Die Twice (PC, PS4, Xbox One)
- Super Mario Maker 2 (Nintendo Switch)
- Shenmue III (PC, PS4)
- Star Wars Jedi: Fallen Order (PC, PS4, Xbox One)
- Tom Clancy's The Division 2 (PC, PS4, Xbox One)
- Trials Rising (PC, PS4, Xbox One, Switch)
- Tropico 6 (PC, PS4, Xbox One)
- Wasteland 3 (PC, PS4, Xbox One)
- Yoshi's Crafted World (Switch)

## Récompenses
- Sekiro: Shadows Die Twice (PC, PS4, Xbox One), développé par le studio FromSoftware et édité par Activision reçoit le titre de Jeu de l'année aux Game Awards 2019[5].